# Dunadd Fort
Dunadd Fort, oorspronkelijk een fort uit de ijzertijd, was het belangrijkste fort van het Keltische koninkrijk Dalriada tussen de vijfde en negende eeuw, gelegen in Kilmartin Glen in de Schotse regio Argyll and Bute.

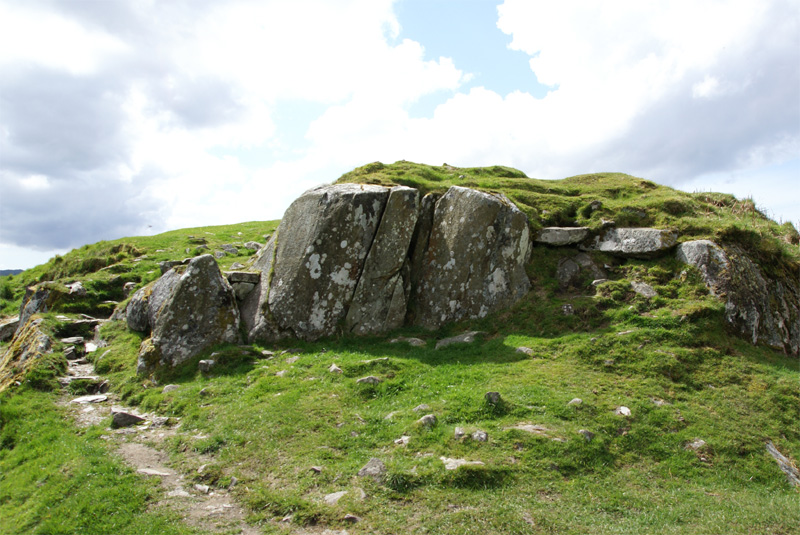
In Dunadd Fort: naar het hoogste terras

## Geschiedenis
In de ijzertijd was de rotshoogte Dunadd al een versterking.
In 478 maakte Fergus MacErc Dunadd Fort het middelpunt van het Keltische Dalriada. Dalriada werd gesticht door migranten uit Ierland, de Scotti. Opgravingen leverden onder andere resten van kostbare metalen op, wijzende op (edel)smeden binnen het fort, die waarschijnlijk juwelen maakten voor de clanelite, voor handel en de fabricage van wapens.
Het fort heeft minstens twee belegeringen meegemaakt. In de annalen van Ulster worden er twee genoemd. De eerste in 683, waarbij de uitkomst van het conflict niet wordt vermeld. De tweede vermelding geeft aan dat de Picten in 736 Dunadd Fort veroverden in een geschil met de Scotti, maar dit was van korte duur.

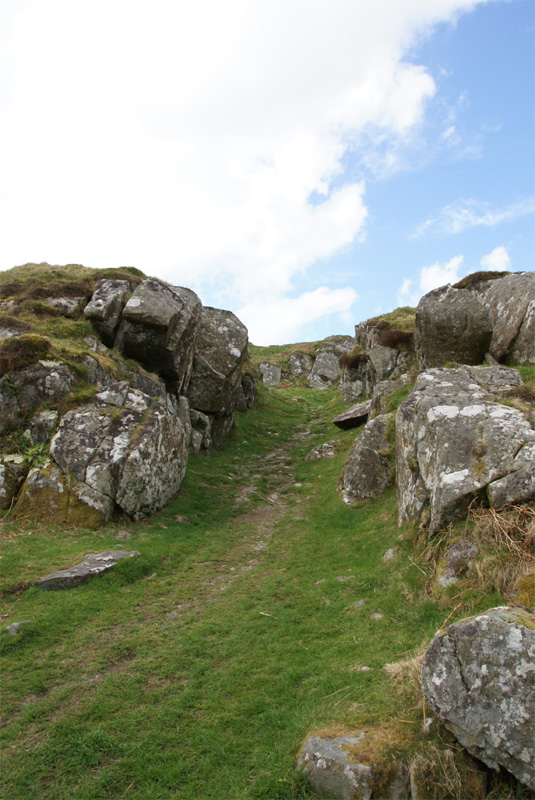
Toegang van de lagere niveaus naar de hogere niveaus van Dunadd Fort

Het was in 843 toen Kenneth MacAlpin erin slaagde om, naast koning van de Schotten van Dalriada, ook koning van de Picten te worden. Rond 850 werd Scone nabij Perth het centrum van het koninkrijk van Alba zoals de combinatie van Dalriada en Pictland heette, in plaats van Dunadd. De overlast van plunderende Vikingen was te groot geworden.

## Bouw
Dunadd verwijst naar de vesting (dun) bij de rivier de Add. Dunadd Fort is gelegen op een rotshoogte van ruim 53,5 meter hoog. Oorspronkelijk lag Dunadd op een eiland en was later omringd door moerasland (bekend als de Great Moss), dat uiteindelijk werd drooggelegd. Deze moerasachtige omgeving heeft zeker bijgedragen aan de verdediging van het fort.
Het fort had vier muren op verschillende niveaus en was te vergelijken met de opzet van een motte en bailey kasteel dat de Normandische ridders enige eeuwen later introduceerden; een opzet met verdedigbare gebieden rondom een sterke vesting. De muren waren gebouwd met de droge steen techniek. Op de muren stonden vermoedelijk houten palissades.
De terrassen van het fort zullen niet alleen een betekenis hebben gehad voor de verdediging van het fort, maar ook voor status: de clanleden met een hogere status leefden vermoedelijk op een hoger niveau dan de clanleden met een lagere status.

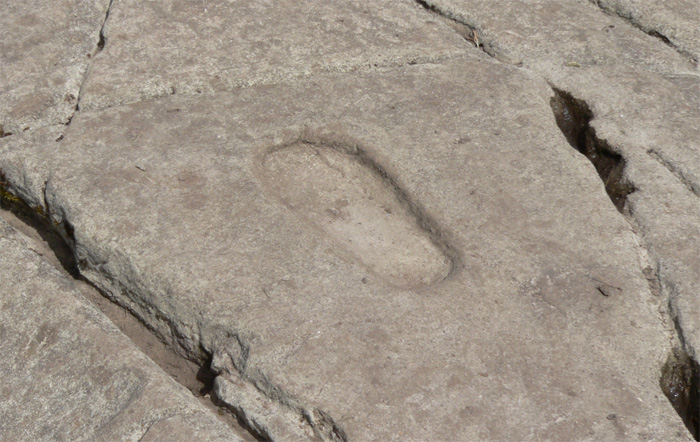
Voetafdruk uitgehakt in de rots, wellicht had de afdruk een functie bij de kroning van de koningen van Dalriada

In het bovenste deel van het fort bevinden zich een in de steen uitgehakte voetafdruk en een bassin, wellicht om regenwater op te vangen. Van de voetafdruk gaat het verhaal dat deze een rol speelde bij de kroning tot koning van Dalriada; hier zijn geen bewijzen voor. Een lokale legende verhaalt dat de keltische held Ossian de voetafdruk achterliet toen hij over de heuvels van Rhudil naar Dunadd liep.

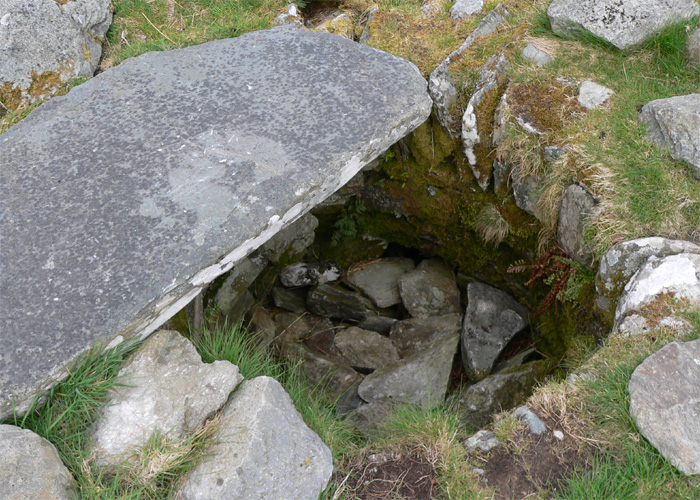
Put op een van de lagere terrassen van Dunadd Fort

Verder is er een in de steen gekerfd zwijn in pictische stijl, sterk geërodeerd, en een inscriptie, rechts van de voetafdruk, in ogham uit de achtste eeuw.
Op een van de lagere niveaus bevindt zich een waterput.

## Beheer
Dunadd Fort wordt beheerd door Historic Environment Scotland en is vrij toegankelijk.